# Haritz Mújika
Haritz Mújika López (Pasajes, Guipúzcoa, 13 de noviembre de 1981) es un exfutbolista español y entrenador español. Su posición era la de delantero. 

## Trayectoria

### Como futbolista
Se formó en la cantera del Antiguoko Kirol Elkartea, en el año 2000 firmó por el S. D. Beasáin, comenzando una etapa de once temporadas en la Segunda División B de España, pasando por equipos como la Real Sociedad B con los que jugó también una temporada en Tercera División, Real Unión, Burgos C. F., U. E. Castelldefels, Zamora C. F. y C. D. Mirandés.
En la temporada 2011-12, siendo jugador del C. D. Mirandés, lograría el ascenso a la Segunda División de España, anotando siete goles en 37 partidos. El 17 de agosto de 2012, Mújika debutó en la Segunda División de España con casi 31 años, jugando los 90 minutos completos en la derrota por 0-1 en casa ante la S. D. Huesca. El 13 de enero de 2013, marcó su primer gol como profesional en un empate 1-1 frente al Real Sporting de Gijón.
En agosto de 2014, Mújika dejó el C. D. Mirandés y fichó por el Real Unión de la Segunda División de España. En julio de 2017, firmó por la S. D. Amorebieta de la Segunda División de España, en la que retiró dos años después a la edad de 37 años.

### Como entrenador
Finalizada su carrera como futbolista en 2019, firmó como segundo entrenador de la S. D. Amorebieta, siendo ayudante de Íñigo Vélez. El 22 de mayo de 2021, logra el ascenso a la Segunda División de España, tras vencer en la final de la eliminatoria de ascenso al C. D. Badajoz en el Nuevo Vivero por cero goles a uno.
El 8 de marzo de 2022, tras la destitución de Íñigo Vélez, fue nombrado primer entrenador de la S. D. Amorebieta en Segunda División de España.  En su debut, cinco días después, perdió por un gol a cero frente a la S. D. Eibar y no podría evitar el descenso a Primera Federación tras quedar en la 20.ª posición. En la temporada 2022-23, continuó como entrenador de la S. D. Amorebieta en la Primera Federación, con el que lograría el ascenso a la Segunda División de España.
El 12 de diciembre de 2023, es destituido como entrenador de la S. D. Amorebieta en la Segunda División de España, después de 19 jornadas con 14 puntos y un balance de 3 victorias, 5 empates y 11 derrotas.

## Clubes

### Como jugador
| Club                    | País   | Año       |
| ----------------------- | ------ | --------- |
| S. D. Beasáin           | España | 2000-2001 |
| Real Sociedad "B"       | España | 2001-2003 |
| Real Unión              | España | 2003-2006 |
| Burgos C. F.            | España | 2006-2007 |
| U. E. Castelldefels     | España | 2007-2008 |
| Zamora C. F.            | España | 2008-2009 |
| Club Deportivo Mirandés | España | 2009-2014 |
| Real Unión              | España | 2014-2017 |
| S. D. Amorebieta        | España | 2017-2019 |

### Como entrenador
| Club                              | País   | Año       |
| --------------------------------- | ------ | --------- |
| S. D. Amorebieta (2.º entrenador) | España | 2019-2022 |
| S. D. Amorebieta                  | España | 2022-2023 |